# Vuelo 251 de Petropavlovsk-Kamchatsky Air Enterprise (2021)
El 6 de julio de 2021, el vuelo 251 de Petropavlovsk-Kamchatsky (PTK251), un Antonov An-26 perteneciente a Kamchatka Aviation Enterprise se estrelló al iniciar la maniobra de aterrizaje mientras realizaba un vuelo nacional ruso de pasajeros desde Petropavlovsk-Kamchatsky al asentamiento de Palana. Las 28 personas a bordo murieron, incluida la alcaldesa de Palana, Olga Mokhireva.

## Aeronave

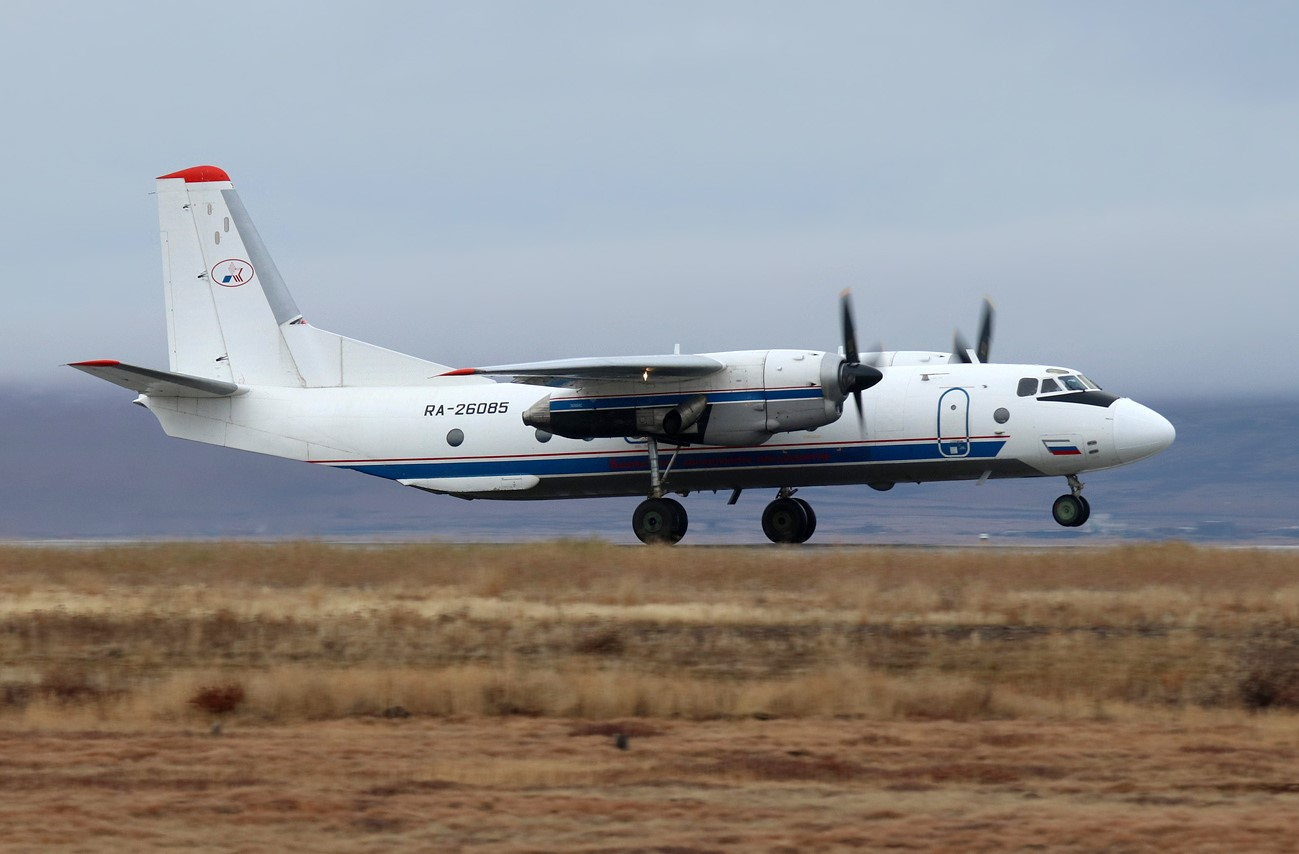
El Antonov An-26 involucrado en el accidente, en 2018.

El avión accidentado era un Antonov An-26, matrícula RA-26085, msn 12310 perteneciente a Kamchatka Air Enterprise. Había volado por primera vez en 1982.

## Accidente
El vuelo 251 era un vuelo regular de pasajeros doméstica del aeropuerto de Elizovo, en Petropavlovsk-Kamchatsky al aeropuerto de Palana en Palana, Rusia. El vuelo partió de Petropavlovsk-Kamchatsky a las 12:57 hora local (00:57 UTC) y debía aterrizar en Palana a las 15:05 hora local (03:05 UTC). La aeronave pasó de manera segura por los centros de control de área y a las 14:09 fue trasladada al ATC del Distrito de Tigilsky, donde el capitán se comunicó con Palana para obtener información sobre las condiciones climáticas. Al recibir la información meteorológica, el capitán recibió «coordenadas claras de la ruta» durante la Aproximación final. El último contacto con la aeronave fue a las 14:50 hora local (02:50 UTC).
La aeronave estaba en la aproximación final para el aterrizaje cuando se perdió el contacto a unos 10 km (6,2 millas) del aeropuerto de Palana. El controlador aéreo no informó de ninguna vuelta. El tiempo en la zona estaba nublado. Según los informes, la aeronave chocó con un acantilado empinado con una elevación máxima de 263 metros (863 pies). Cuando chocó con el acantilado, estaba a una altitud de 200 metros (660 pies), por debajo de la altura mínima para la aproximación, y estaba fuera de la trayectoria de aproximación adecuada. Tras el impacto, la aeronave quedó completamente destruida.

## Investigación

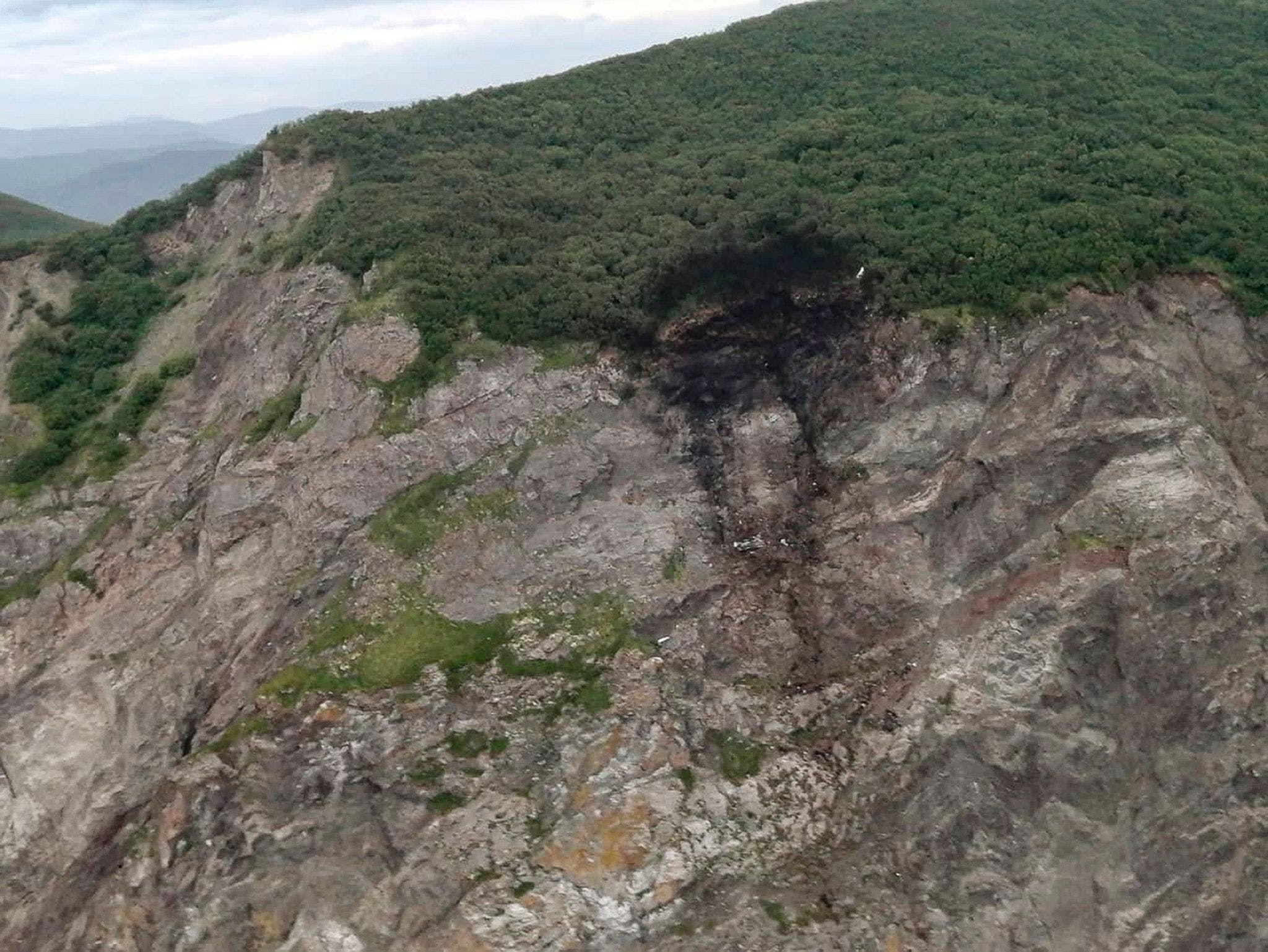
El lugar del accidente.

El lugar del accidente fue encontrado el mismo día después de que el Ministerio de Situaciones de Emergencia de Rusia envió un helicóptero y desplegó equipos de búsqueda en el suelo Los restos de la aeronave estaban fragmentados. Se encontró un fragmento de fuselaje en la ladera de la colina Pyatibratka y otro fragmento se ubicó en el mar, a 4 kilómetros (2,5 millas) de la costa. Debido a las características geográficas del paisaje, las operaciones de búsqueda y rescate se consideraron difíciles.
El Comité Interestatal de Aviación es responsable de investigar los accidentes de aviación en Rusia. El Comité de Investigación de Rusia propuso tres posibles causas del accidente: mal tiempo, falla técnica o error del piloto.
El 17 de julio Rosaviatsia informó sobre el primer análisis del FDR. La aeronave había llegado al NDB, cruzando a una altitud de 800 metros (2.600 pies) y se había desviado para el procedimiento NDB con la intención de dar un giro visual hacia la pista 29. El controlador de tránsito aéreo le dijo a la tripulación que estaban en un rumbo de 340 grados (en lugar del rumbo 289 indicado por el procedimiento NDB), la tripulación reconoció e informó que estaban descendiendo a 600 metros (2000 pies), pero no informó haber alcanzado esa altitud y no pidió ningún descenso adicional. La aeronave realizó giros base y final, el FDR no registró liberación de tren de aterrizaje o flaps. La aeronave llegó a un rumbo de 140 grados a unos 12 kilómetros (7,5 millas) del aeródromo después de salir del último giro y se dirigió directamente hacia el aeródromo. Aproximadamente un minuto antes de la colisión con el terreno, tuvo lugar la última comunicación entre la aeronave y el controlador, el controlador les informó que estaban en un rumbo de 320 grados a unos 9 kilómetros (5,6 millas) del aeródromo. El terreno en el punto de impacto tiene unos 260 metros (850 pies) de altura y está cubierto de árboles (altura de los árboles 10 metros (33 pies)).
Rosaviatsia recomendó, entre otros incidentes, que se revisara el accidente del RA-28715, ocurrido el 12 de septiembre de 2012 (que también intentó aterrizar en Palana), para evaluar la implementación de las recomendaciones de seguridad de vuelo derivadas de dicho accidente.